# 顆粒
顆粒（かりゅう）とは、
1. 粉末よりも粒径の大きい粒、特に粉末を固め大型の粒に成形したもの[1]。本項で詳述する。
2. 医学・生物学で、顕微鏡により細胞内に見られる粒状の構造のこと。ほぼ小胞に相当する。

顆粒とは、一般に粉末よりも粒径の大きい粒をいうが、特に粉末を固めてやや大型（粒径0.1－1mm程度）の粒に成形（顆粒化）したものを指す。高圧をかけて打錠する錠剤とは違い、粉末粒子間に多くの空気を含み、水に入れた際に崩壊しやすく、同じ粒径の固体あるいは結晶よりもはるかに溶解しやすい。一方で粉末のように、粉塵を発生したり、水を加えた際に凝固し溶解が妨げられたりするおそれが少ないという利点がある。これらの利点から、医薬品（顆粒剤）、食品（調味料、インスタント食品等）、洗剤などに広く用いられている。

## 製造法
必要に応じて結合剤を混合し、撹拌造粒、流動層造粒、押し出し造粒などの方法で成形する。